# Esciüromorfs
Els esciüromorfs (Sciuromorpha) formen un dels cinc subordres existents de rosegadors. El subordre conté unes 310 espècies, incloent-hi els esquirols, les rates cellardes o el castor de muntanya. El seu registre fòssil es remunta a l'Eocè i inclou gèneres com ara Theridomys, que visqué en allò que avui en dia és Catalunya.